# Analyse fonctionnelle pour le temps réel
L'Analyse fonctionnelle pour le temps réel (en anglais Structured Analysis for Real Time ou SART) est une méthode permettant de modéliser un système temps réel complexe. Il s'agit d'une adaptation de SADT pour le temps réel.

## Outils logiciels
- AxiomSys
- Orchis
- Envision SART